# Prałatura terytorialna Huamachuco
Prałatura terytorialna Huamachuco (łac. Territorialis Praelatura Huamaciucanus) – prałatura terytorialna Kościoła rzymskokatolickiego w Peru. Należy do metropolii Trujillo. Została erygowana 4 grudnia 1961 roku przez papieża Jana XXIII bullą Salutifera Evangelii lex.

## Ordynariusze
- Damián Nicolau Roig TOR (1963 - 1981)
- Sebastián Ramis Torrens TOR (1990 - 2018)
- Pascual Benjamín Rivera Montoya (od 2021)